# Ágios Nikólaos (ort i Grekland, Epirus, Nomós Ioannínon)
Ágios Nikólaos (Agios Nikolaos) är en ort i Grekland.   Den ligger i prefekturen Nomós Ioannínon och regionen Epirus, i den nordvästra delen av landet, 300 km nordväst om huvudstaden Aten. Ágios Nikólaos ligger 443 meter över havet och antalet invånare är 127.
Terrängen runt Ágios Nikólaos är kuperad norrut, men söderut är den bergig. Runt Ágios Nikólaos är det mycket glesbefolkat, med 7 invånare per kvadratkilometer. Närmaste större samhälle är Paramythiá, 13,2 km sydväst om Ágios Nikólaos. I omgivningarna runt Ágios Nikólaos växer i huvudsak blandskog.